# 994 v.Chr.

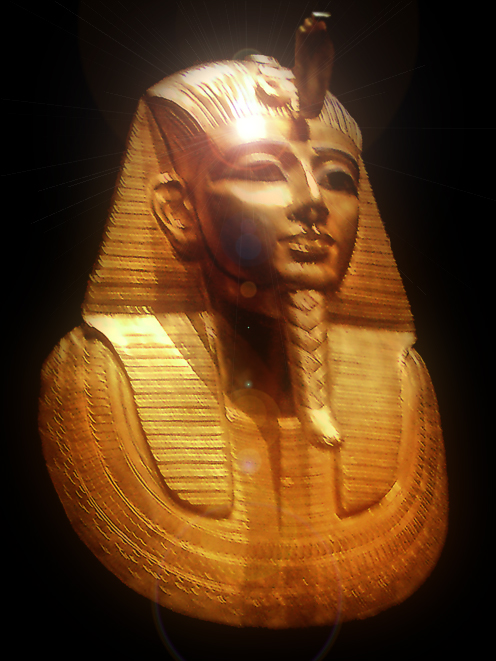
Dodenmasker van Psusennes I

Het jaar 994 v.Chr. is een jaartal in de 10e eeuw v.Chr. volgens de christelijke jaartelling.

## Gebeurtenissen

### Egypte
- Koning Amenemope (994 - 984 v.Chr.) de vierde farao van de 21e dynastie van Egypte. Hij volgt zijn vader Psusennes I op.
- Amenemope laat in opdracht de kapel van Isis en de tempel van Memphis bouwen.

## Overleden
- Psusennes I, farao van Neder-Egypte